# Galium nolitangere
Galium nolitangere là một loài thực vật có hoa trong họ Thiến thảo. Loài này được Ball mô tả khoa học đầu tiên năm 1873.